# Segeltorpsskolan

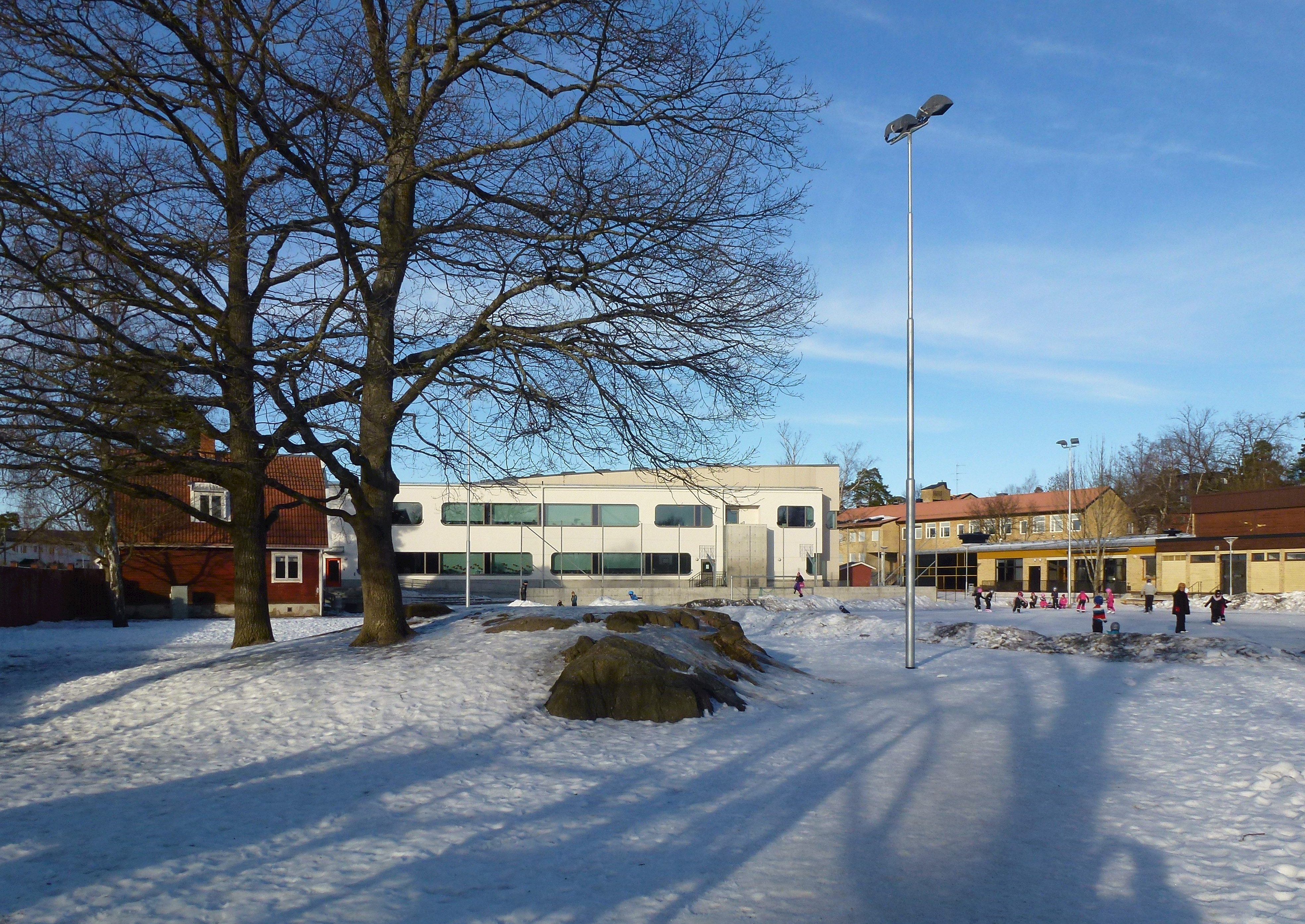
Segeltorpsskolan, vy mot norr. I mitten senaste utökning från 2010 och till höger de äldre byggnaderna från 1950- och 1970-talen.

Segeltorpsskolan är en kommunal grundskola belägen intill Häradsvägen i kommundelen Segeltorp i Huddinge kommun. Adressen är Chronas väg 12. Det första skolhuset uppfördes 1917 och brann ner 1971. I augusti 2010 invigs en helt ny huvudbyggnad. Segeltorpsskolan omfattar idag (2012) allt från förskoleklasser upp till årskurs nio och har cirka 910 elever.

## Segeltorps folkskola

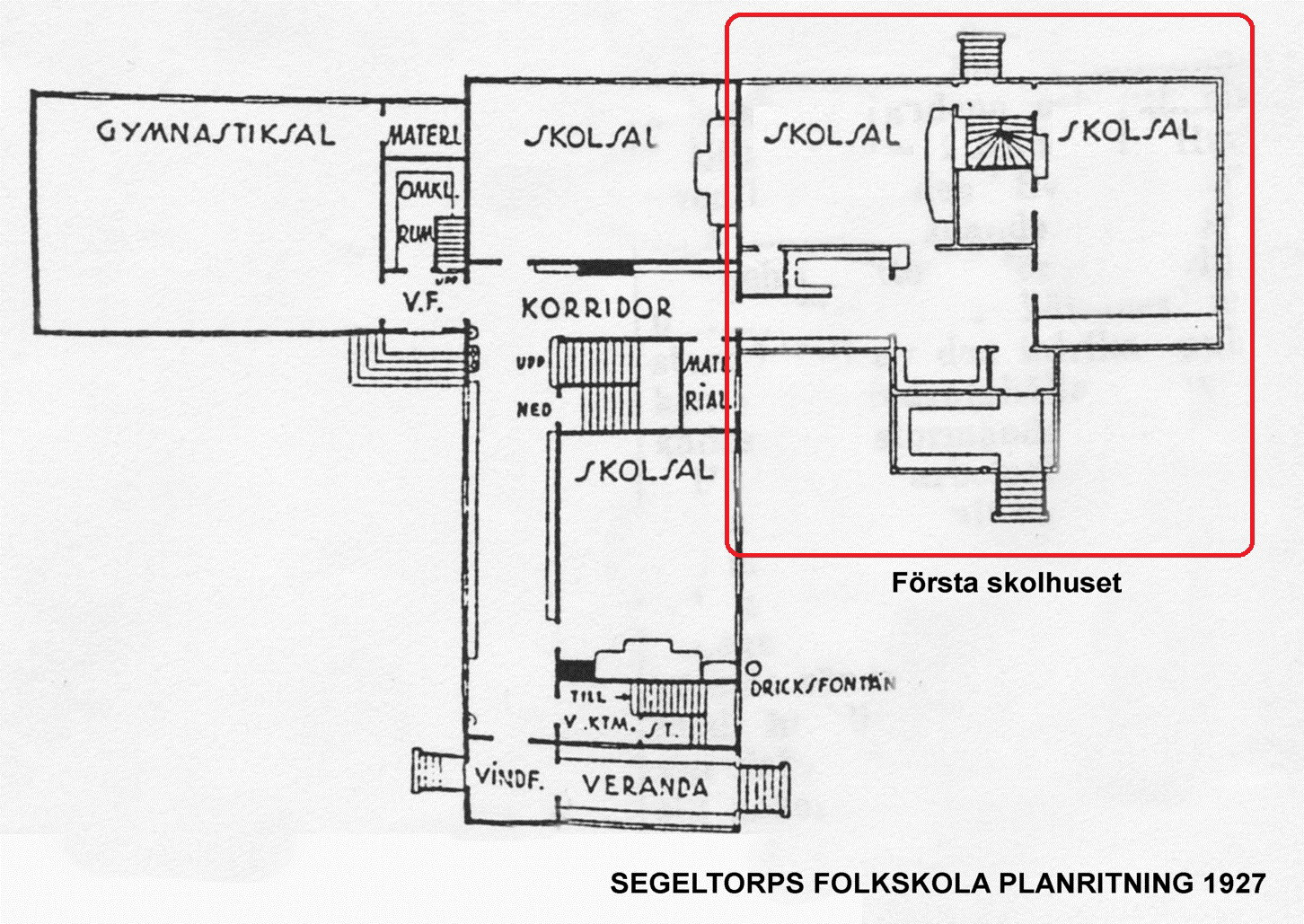
Om- och tillbyggnadsritning från 1927, bottenvåning. Det första skolhuset i röd ram.

Det första skolhuset byggdes 1917. Innan dess fick segeltorpsbarnen gå till Vårby skola (skola 1901–1942), som låg intill Södertäljevägen strax söder om nuvarande Kungens kurva. Det var en lång väg att gå och några allmänna kommunikationer fanns inte. De mindre barnen i 1:a och 2:a klass, som bodde i östra delen av Segeltorp hade en skolsal i en villa vid Jakobslundsvägen. 
Även Segeltorps första skolhus liknade en villa med brutet tak, stor förstukvist och en dominerande, central placerad takkupa. På vinden fanns en lärarbostad om tre rum och kök. I bottenvåningen låg två skolsalar, en större och en mindre. Planlösningen var nästan identisk med Huddinge kyrkskola som uppfördes fyra år tidigare, med undantag för gymnastiksalen som Segeltorpsskolan först fick 1927. Med sitt brutna sadeltak och de svängda port- och fönsteröppningar till veranda och vindfång liknade Kyrkskolan och Segeltorpsskolan varann även exteriört. 
I den stora salen undervisades dubbelklasser i trean och fyran på förmiddagarna samt femman och sexan på eftermiddagarna. Fram till 1925 fanns bara fotogenbelysning i skolsalarna, den gav dåligt ljus och när det var mörkt gick det knappt att läsa. På klassfotot från 1925 hänger en fotogenlykta framför svarta tavlan och på klassfotot från februari 1926 syns en elektrisk lampa.
Barnaskaran växte snabbt i Segeltorps municipalsamhälle och 1927 kunde en tillbyggnad av skolan tas i bruk. Tillbyggnaden utfördes i vinkel med ursprungsbyggnaden efter ritningar av arkitekt John Wilhelm Fornander. Byggnaden innehöll bland annat fyra lärosalar, gymnastiksal, skolkök och vaktmästarbostad. ”Den tillbyggda Segeltorps skolan färdig att tas i bruk” och ”Den gamla byggnadens lokaler samt inredning har genomgått en välbehövlig reparation…” skrev Södra Förstadsbladet Huddinge – Botkyrka i sin utgåva nr 2 från 1927. Byggkostnaderna på 60.000 kronor var godkända men överskreds med lika mycket. Anledningen var bristfälliga handlingar och många arbeten fick utföras på löpande räkning, exempelvis vatten och avlopp, tomtplaneringen och renoveringen av den gamla skolan.

### Historiska bilder

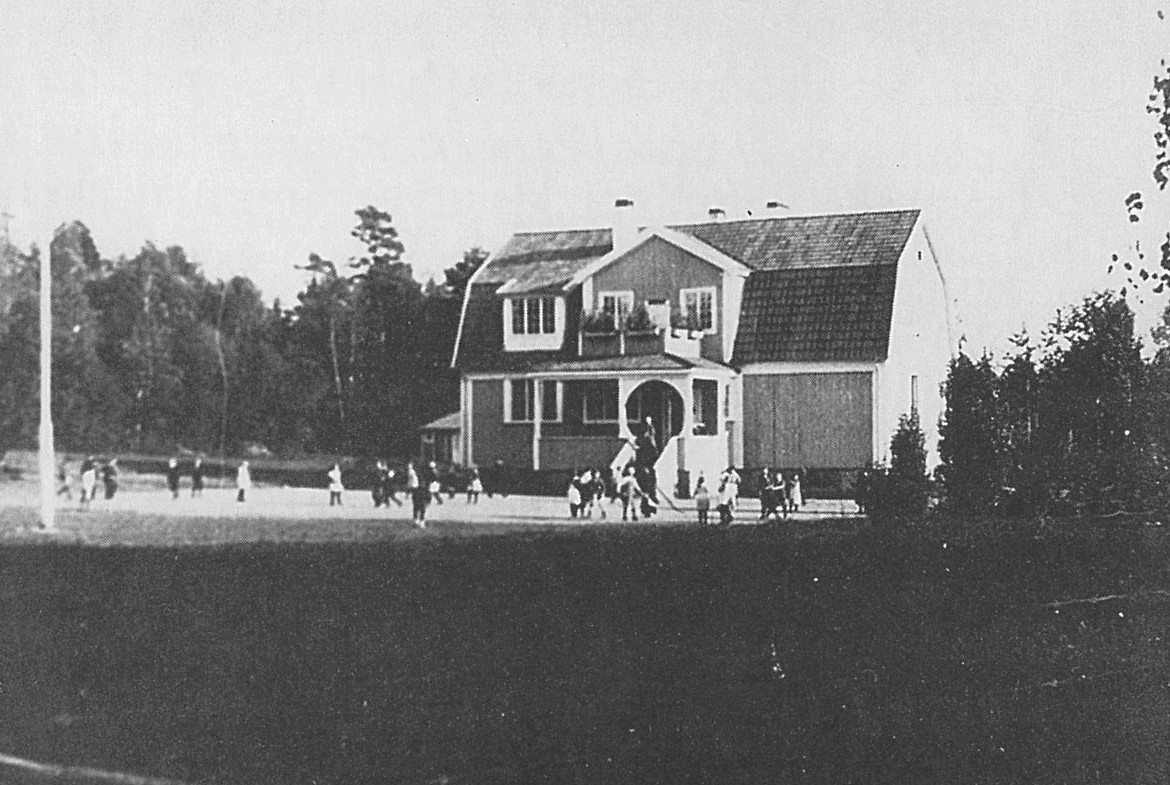
Segeltorp folkskola, den ursprungliga byggnaden från 1917
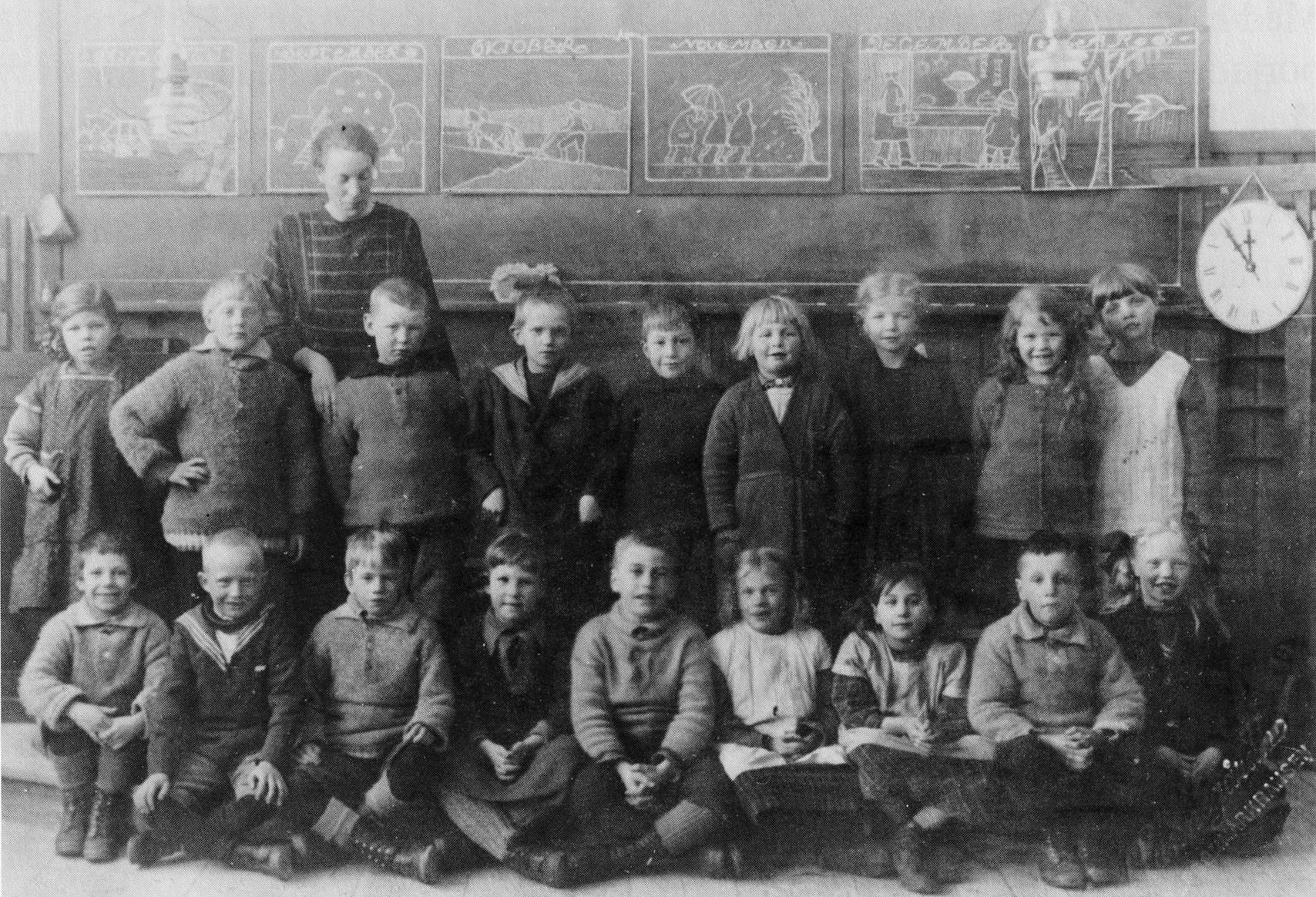
Skolklass i Segeltorp folkskola år 1925 med lärarinna Kerstin Norrby
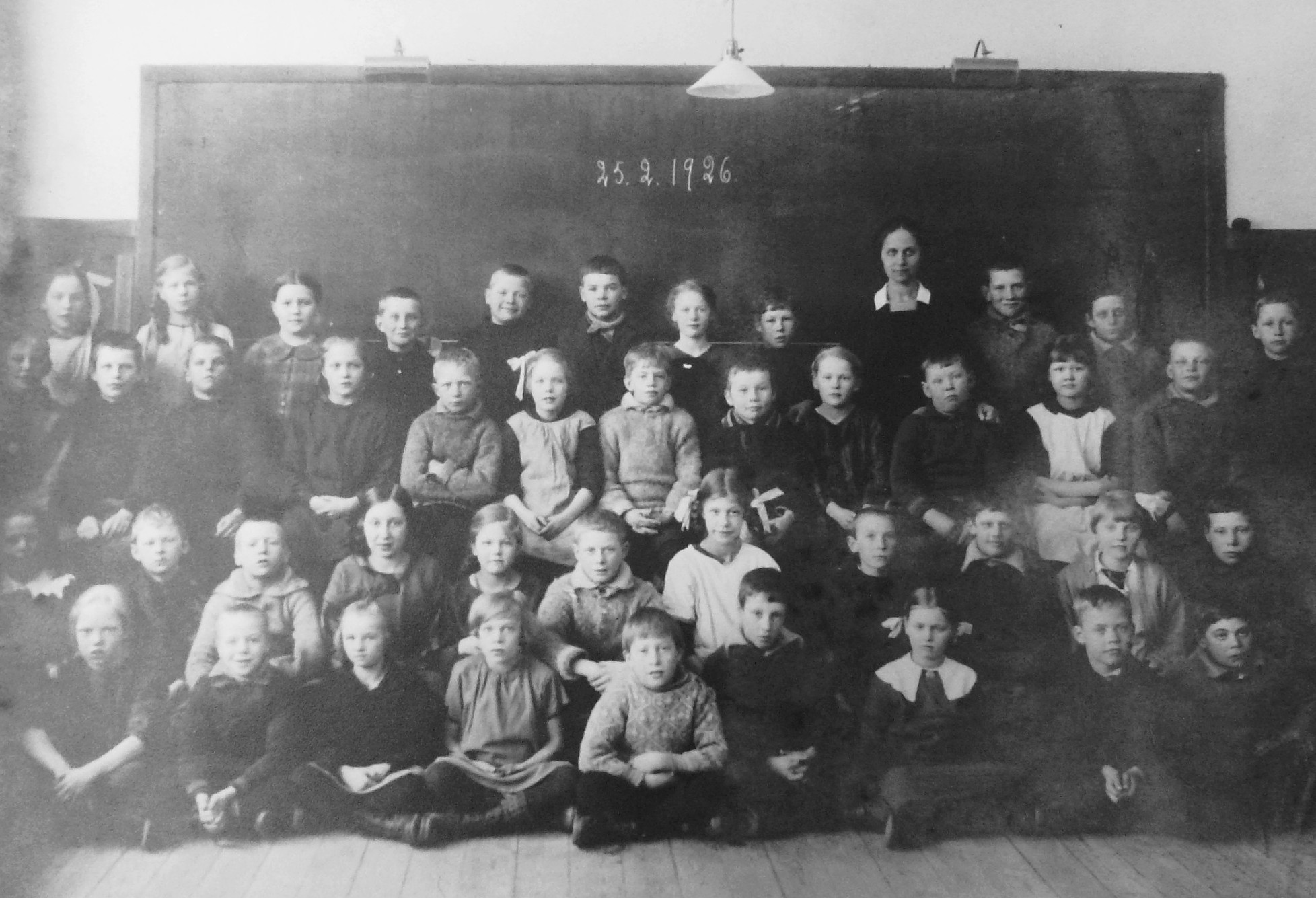
Skolklass i Segeltorp folkskola år 1926, nu med elektrisk belysning
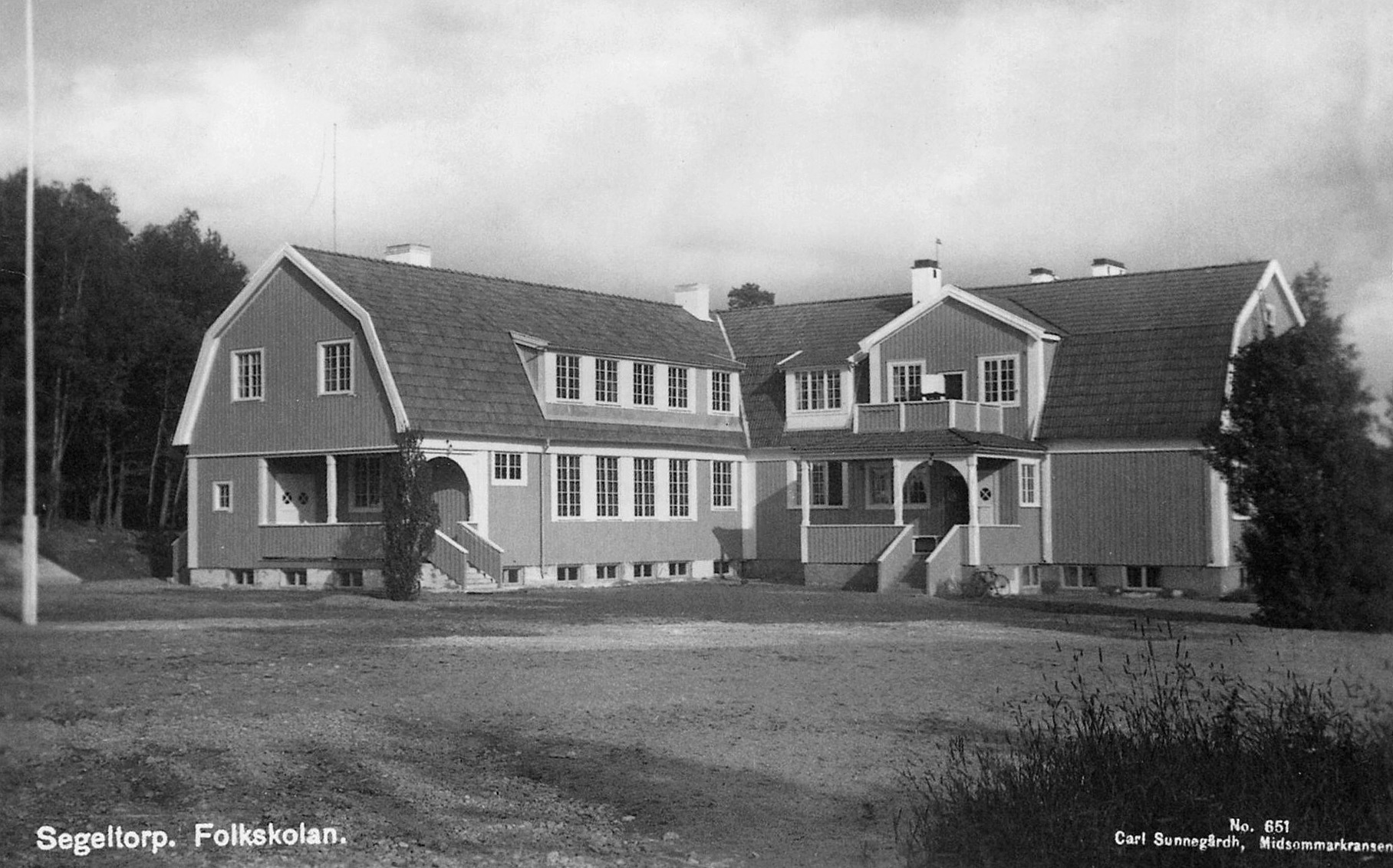
Segeltorp folkskola efter tillbyggnad, 1927. Till höger är ursprungsbyggnaden från 1917.

## Utvecklingen efter 1950-talet
Nästa skolhus uppfördes 1951–1952 och byggdes ihop med gamla skolan. Det blev två längor i gult fasadtegel som uppfördes i sluttningen mot Chronans väg, ritade av arkitekt Karl W. Ottesen. Byggnaden innehöll till en början utöver skolsalar för lågstadiet även matsal med kök samt skolans kansli (den delen kallas idag "Poppeln"). År 1970 tillkom byggnader med lärosalar, gymnastiksal, ungdomsgård och distriktssköterskemottagning mot Chronans väg/Dalvägen; även dessa var ritade av Ottesen och gestaltade i gult fasadtegel. 
År 1971 brann den gamla skolan ner, rivningen hade redan påbörjads och planer för en ny, modern skola fanns upprättade sedan 1970. I samband med det uppfördes längan för mellanstadiet. Till höstterminen 1995 infördes högstadium i Segeltorpsskolan. För att få plats för dessa elever fick lågstadieelever flytta in i ombyggda lokaler i centrumhuset (Segeltorps centrum).

### Byggnader från 1950- och 1970-talen

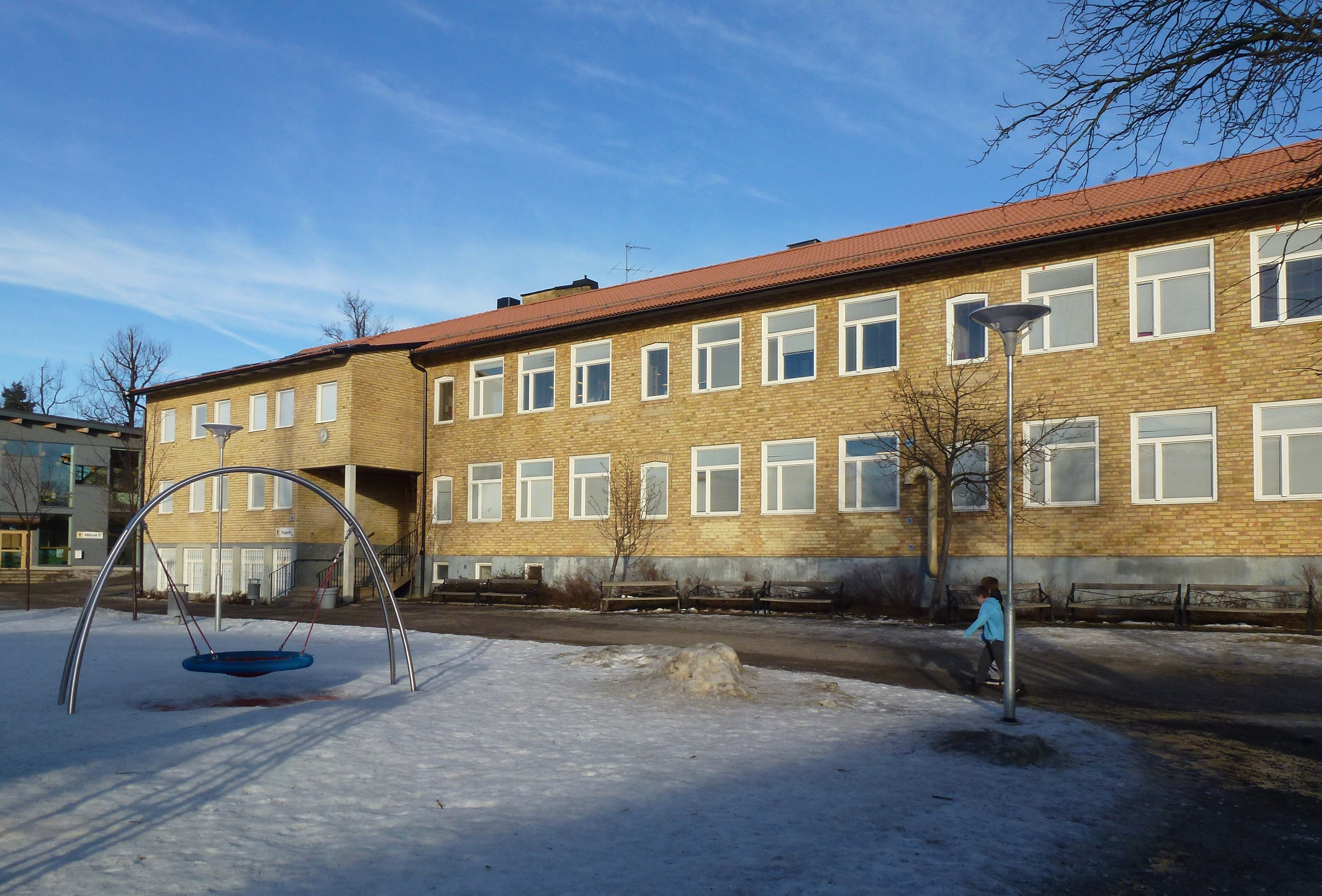
Segeltorpsskolan, 1950-talets byggnad "Poppeln"
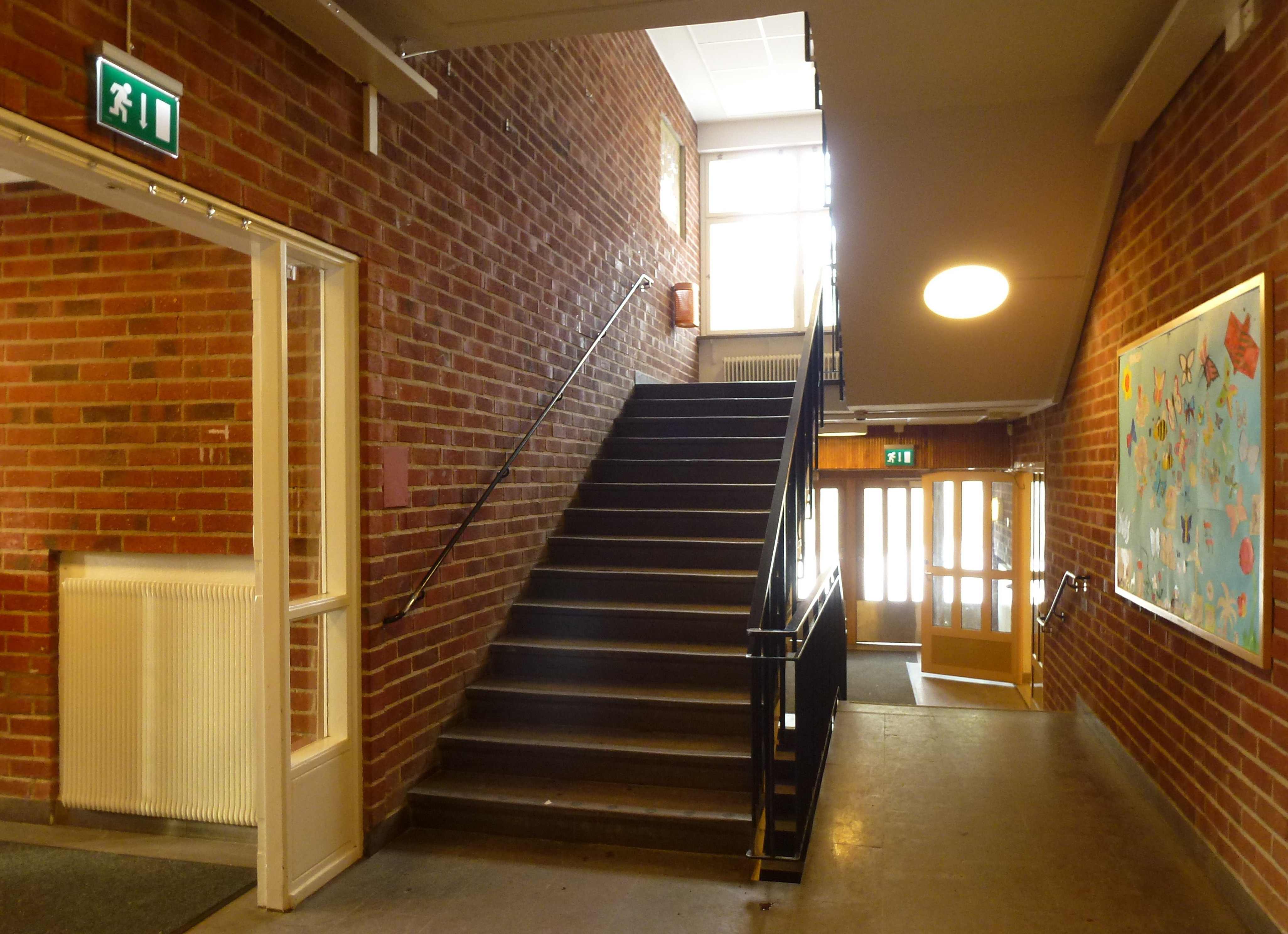
Trapphuset i 1950-talets byggnad "Poppeln"
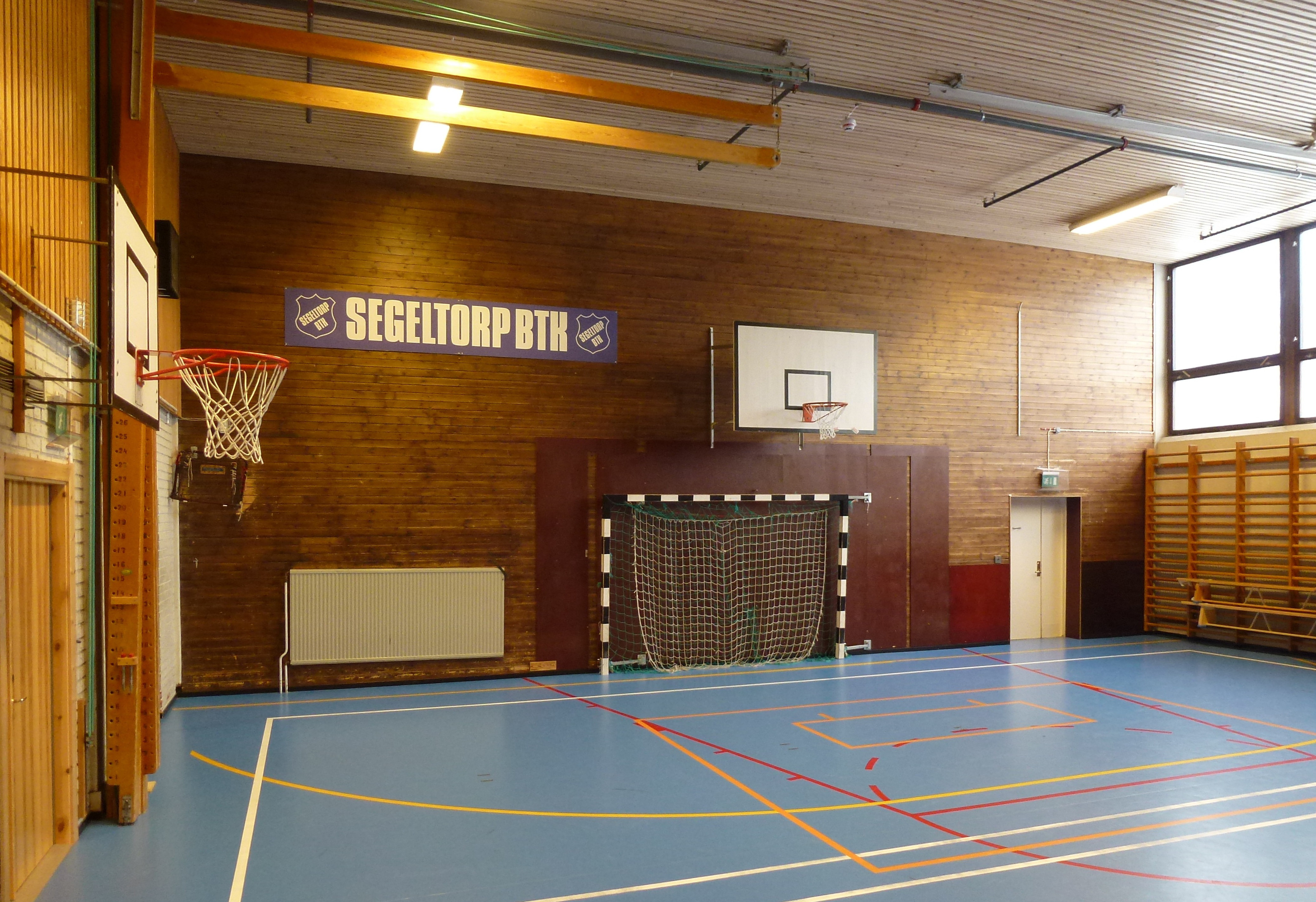
Gymnastiksalen i februari 2013
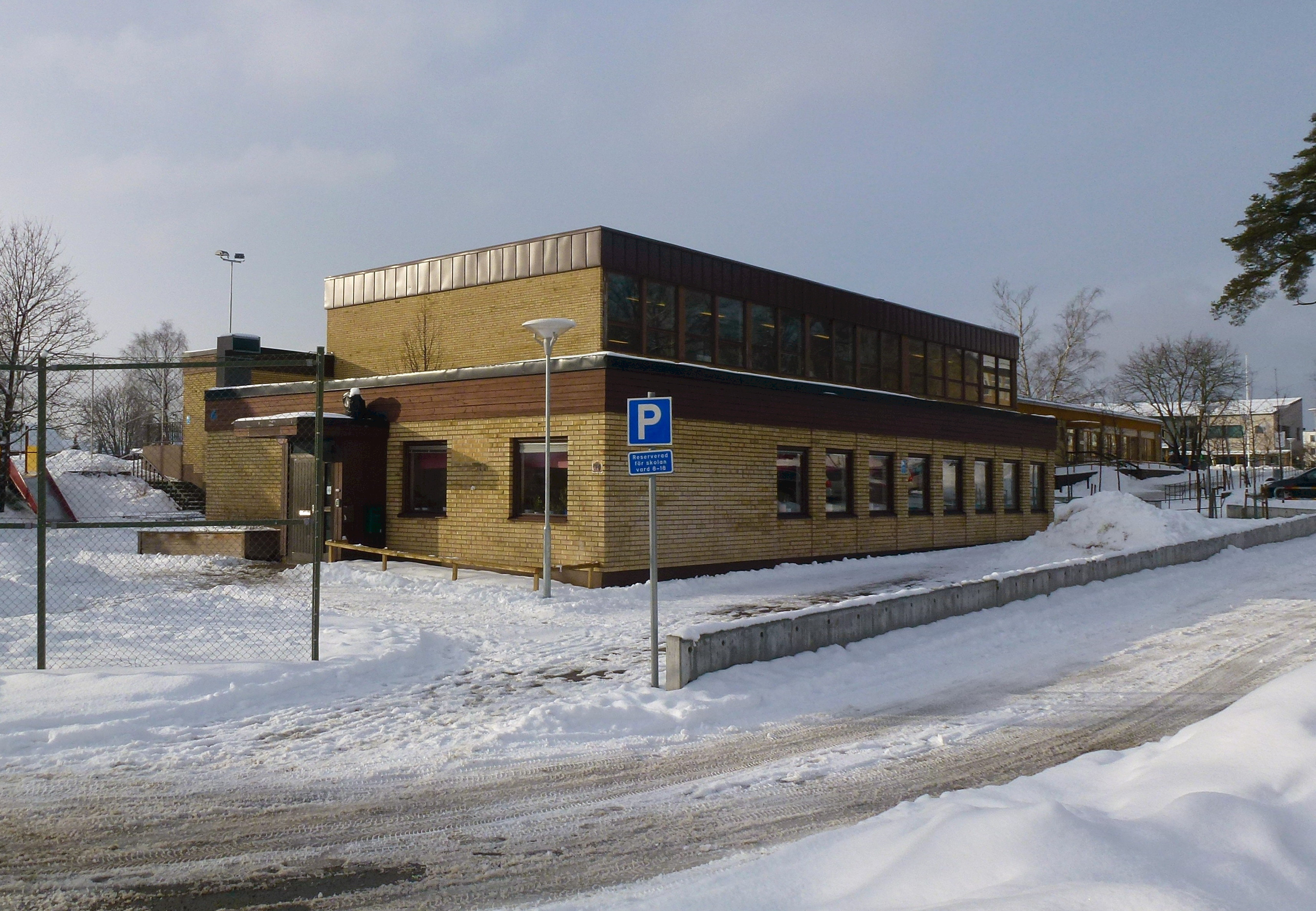
Gymnastikbyggnaden med bl.a. distriktssköterskemottagning uppfördes på 1970-talet

## Nybyggnader efter år 2000
Efter att ha klarat sig hjälpligt med provisoriska skolpaviljonger under flera decennier beviljade kommunen 2007 medel på 206 miljoner kronor för till- och ombyggnad av skolan. År 2008 invigdes en ny matsal som uppfördes som en vinkelbyggnad till 1951 års skolhus. Mellan 2008 och 2010 genomfördes en större nybyggnad efter ritningar av Sollevi Arkitektstudio. Den 28 augusti 2010 invigs nya Segeltopsskolan där en helt ny huvudbyggnad kallad ”Bågen” ersatte tre äldre skolbyggnader och fem paviljonger. Byggherre var Huge Fastigheter och entreprenör NCC. Liksom tidigare finns Segeltorps bibliotek inom skolbyggnaden, men numera i den nya delen som kallas ”Bågen”. 
På skoltomten, vänt mot Häradsvägen ligger även en liten faluröd stuga, tidigare privatbostad och sedan 1958 en förskola grundad av Segeltorps Rödakorskrets. Därefter fanns här lokaler för ”Fyrklövern” med grundskoleverksamhet för elever med diagnosen Aspergers syndrom, autism eller funktionsnedsättning inom autismspektrum. Numera ligger Fyrklöverns verksamhet och lokaler i anslutning till Segeltorpsskolan.

### Nybyggnader efter år 2000, bilder

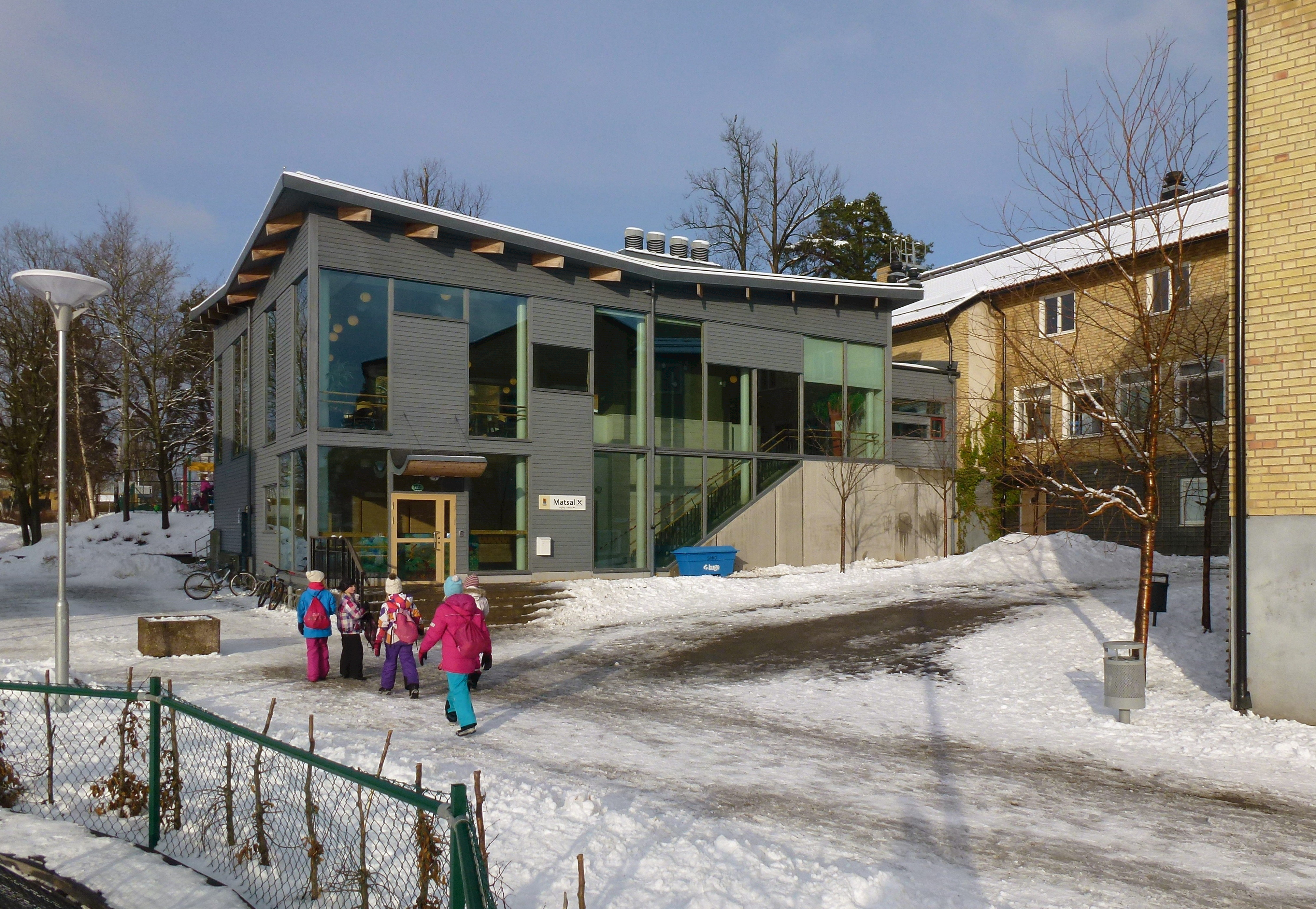
Matsalen invigdes 2008
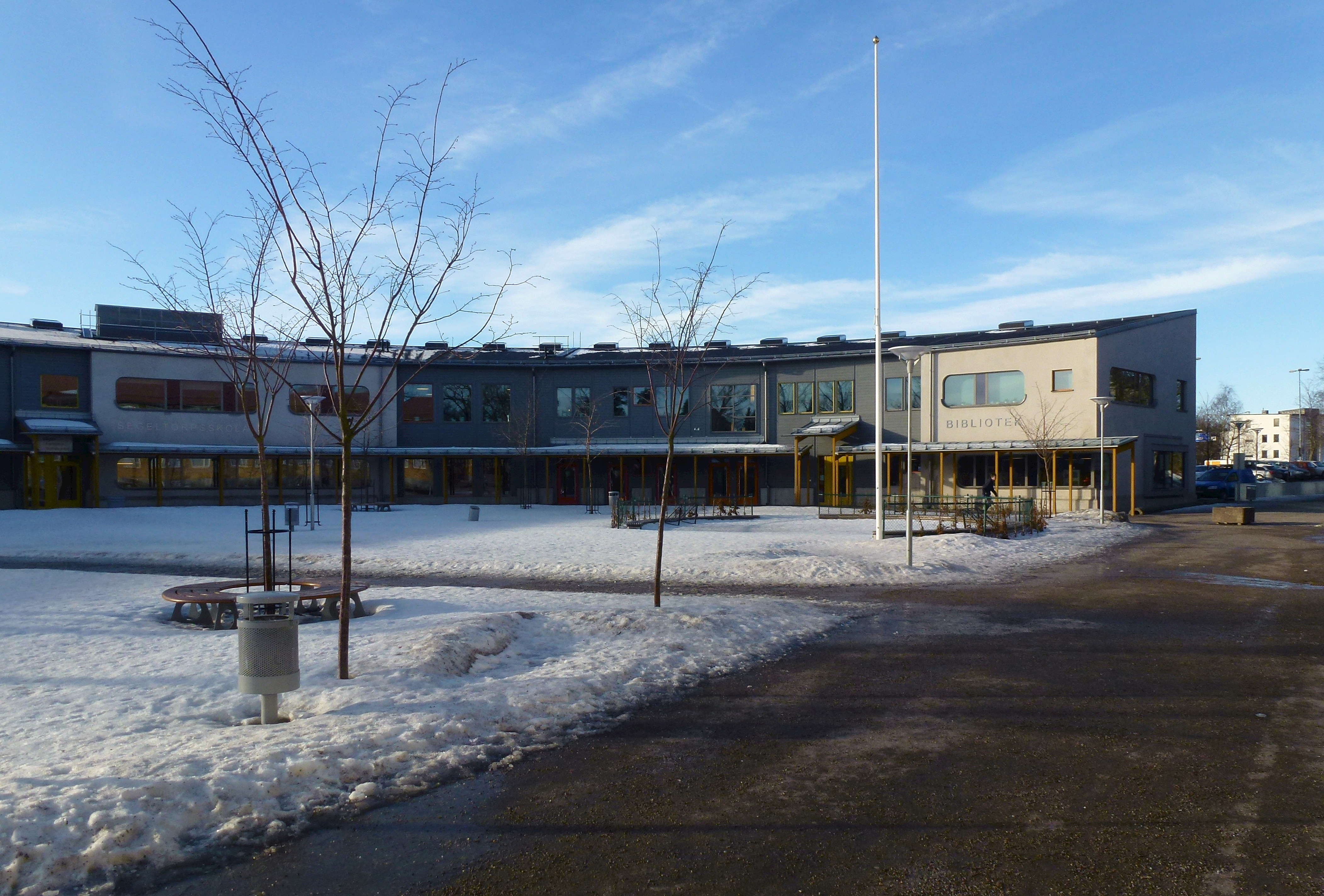
Segeltorpsskolan, nybyggnad "Bågen", 2013.
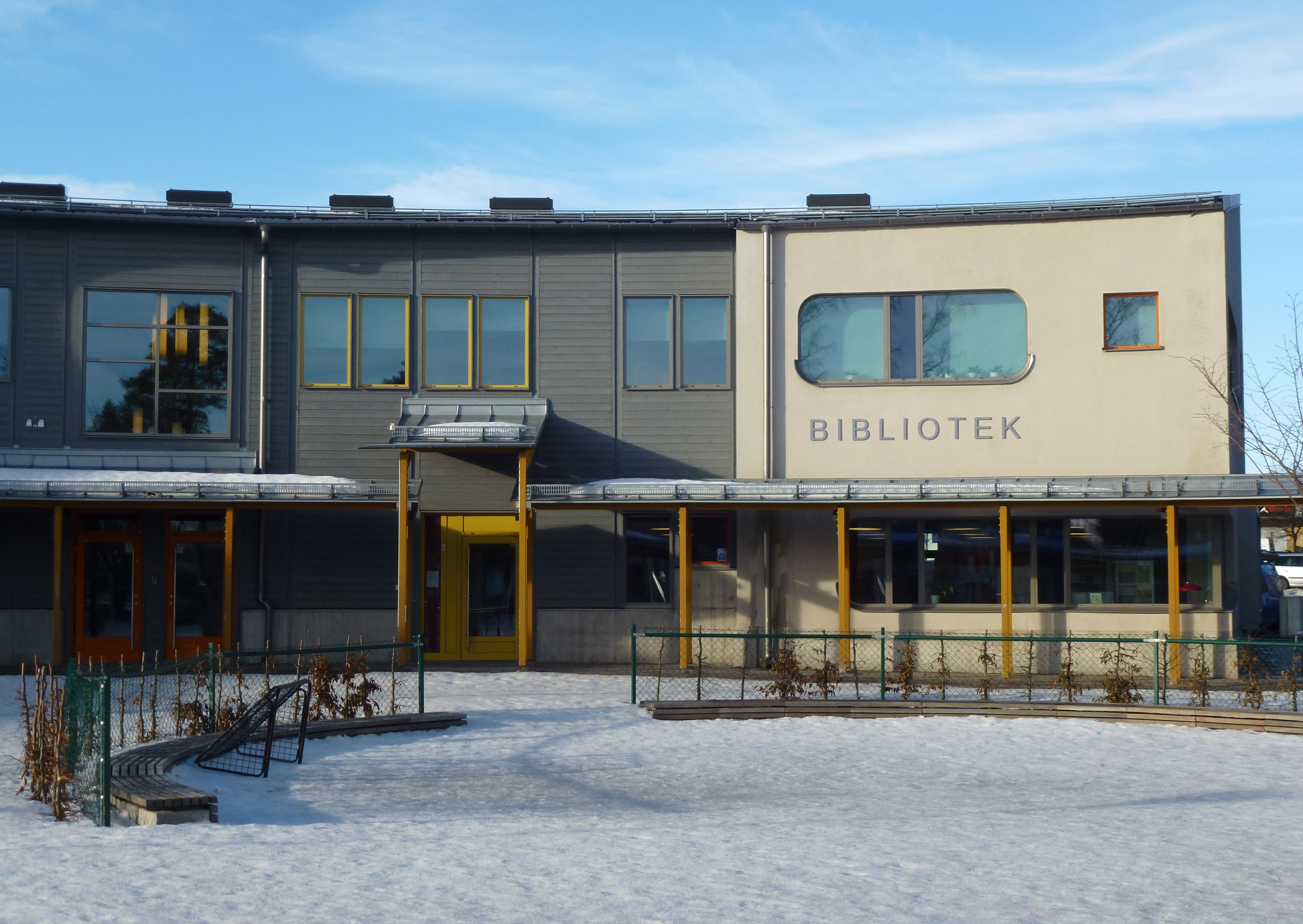
Segeltorpsskolan med kommundelsbiblioteket.
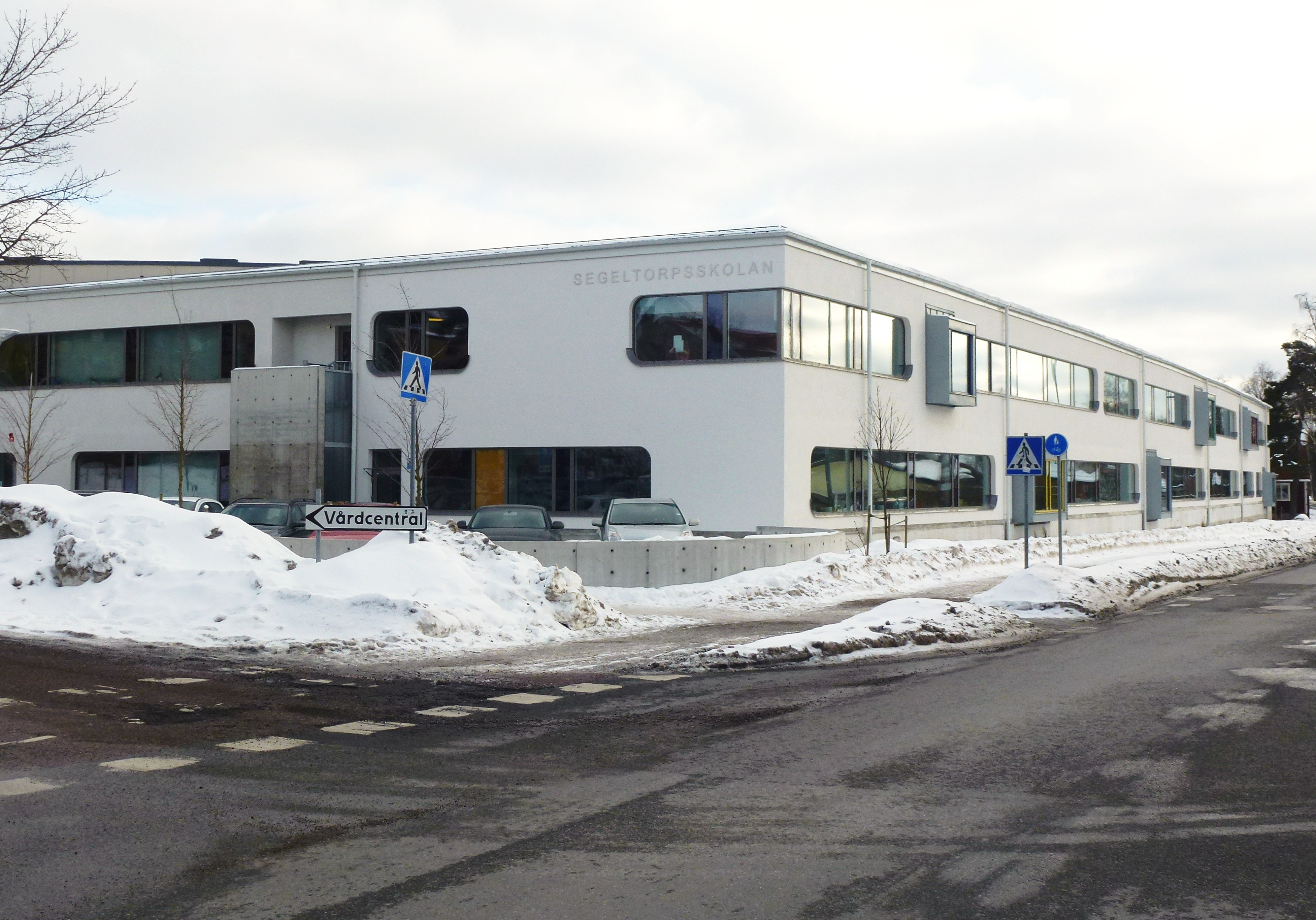
Segeltorpsskolan sedd från Häradsvägen.